# Zosterops buruensis
Zosterops buruensis е вид птица от семейство Zosteropidae.

## Разпространение
Видът е разпространен в Индонезия.